# Chris Sande
Christopher Joseph Sande (ur. 10 lutego 1964) – kenijski bokser, brązowy medalista olimpijski z Seulu.

## Kariera amatorska
W 1988 r. zdobył brązowy medal w wadze średniej na igrzyskach olimpijskich w Seulu. Sande w drugiej rundzie pokonał przez nokaut, Urugwajczyka Juana Montiela, w trzeciej rundzie na punkty Paula Kamelę, a awans do półfinału zapewnił sobie, pokonując Ugandyjczyka Francisa Wanyamę. W półfinale Sande zmierzył się z Niemcem Henrym Maske, który zdobył złoty medal.

## Walki olimpijskie 1988 - Seul
1. (1. runda) Brak rywala, awans do następnej rundy.
2. (2. runda) Pokonał  Juana Montiela (Nokaut 3. runda).
3. (3. runda) Pokonał  Paula Kamelę (5:0)
4. (ćwierćfinał) Pokonał  Francisa Wanyamę (5:0)
5. (półfinał) Przegrał z  Henrym Maske (0:5), zdobywając brązowy medal.